# Danse serpentine par Mme Bob Walter
Ne doit pas être confondu avec Danse serpentine (Annabelle).
 (juillet 2025).
Pour plus de détails, voir Fiche technique et Distribution.
Danse serpentine par Mme Bob Walter est un film français réalisé par Alice Guy, sorti en 1897.

## Synopsis
Une émule de Loïe Fuller interprète la chorégraphie danse serpentine.

## Analyse
De nombreuses danses serpentines ont été enregistrées aux débuts du cinéma, notamment Danse serpentine (Annabelle), réalisée en 1894 par William K.L. Dickson, puis cette version réalisée par Alice Guy, et une autre, réalisée en 1902 par la même Alice Guy : Lina Esbrard, Danse serpentine.

## Fiche technique
- Titre : Danse serpentine par Mme Bob Walter
- Réalisation : Alice Guy
- Société de production : Société L. Gaumont et compagnie
- Pays d’origine :  France
- Genre : Documentaire
- Durée : 2 minutes
- Date de sortie : 1897
- Licence : Domaine public

## Distribution
- Mme Bob Walter : La danseuse

## Autour du film
- La datation de 1897 et l’attribution à Alice Guy sont proposées dans le livret du coffret de DVD Le cinéma premier 1897-1913 volume 1, édité par Gaumont en 2008.
- Le film a été projeté en particulier au Festival du film de La Rochelle en 2018[1].